# Ecleora harteri
Ecleora harteri là một loài bướm đêm trong họ Geometridae.